# Seligeria trifaria
Seligeria trifaria är en bladmossart som beskrevs av Lindberg 1863. Seligeria trifaria ingår i släktet dvärgmossor, och familjen Seligeriaceae. Inga underarter finns listade i Catalogue of Life.

## Bildgalleri

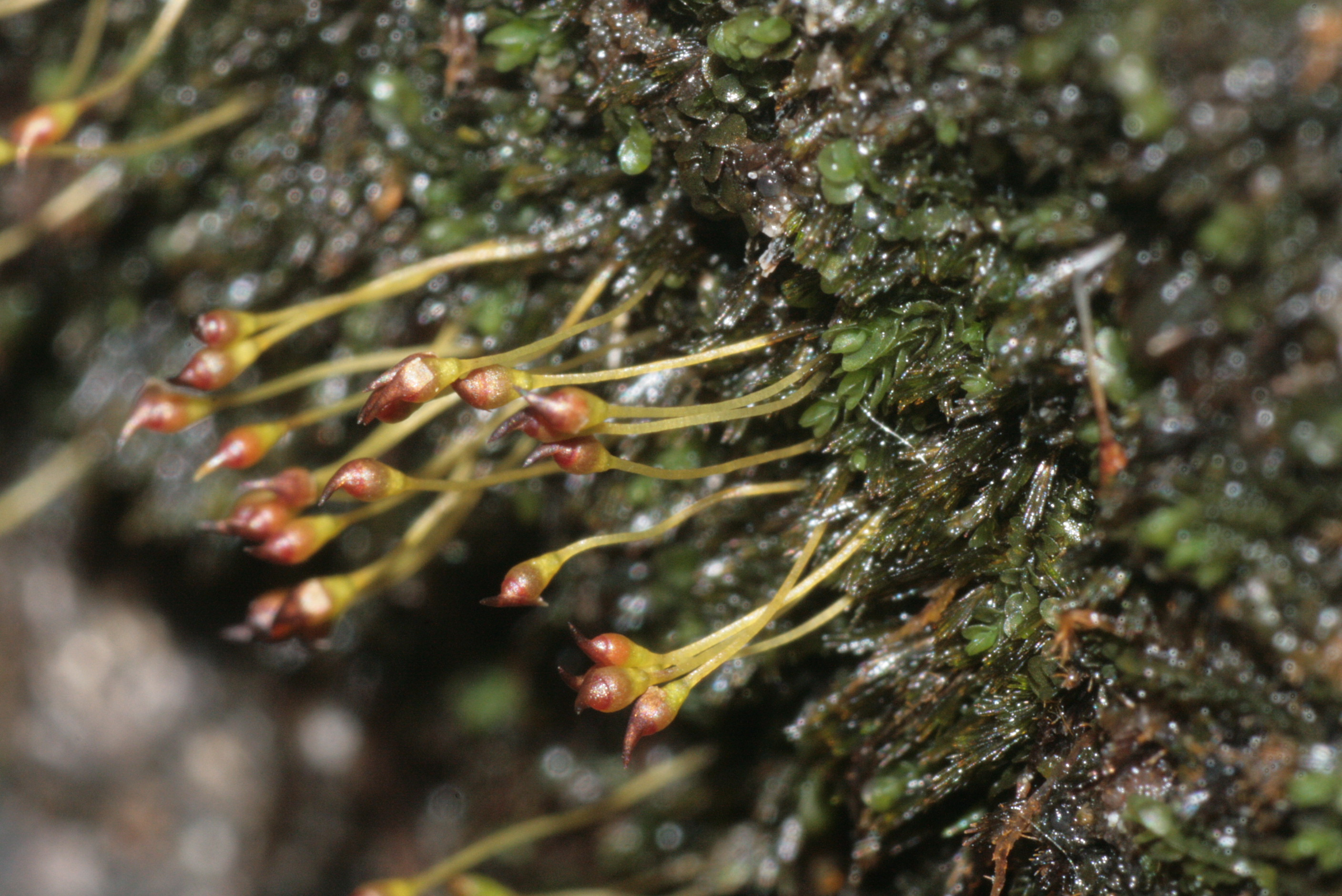
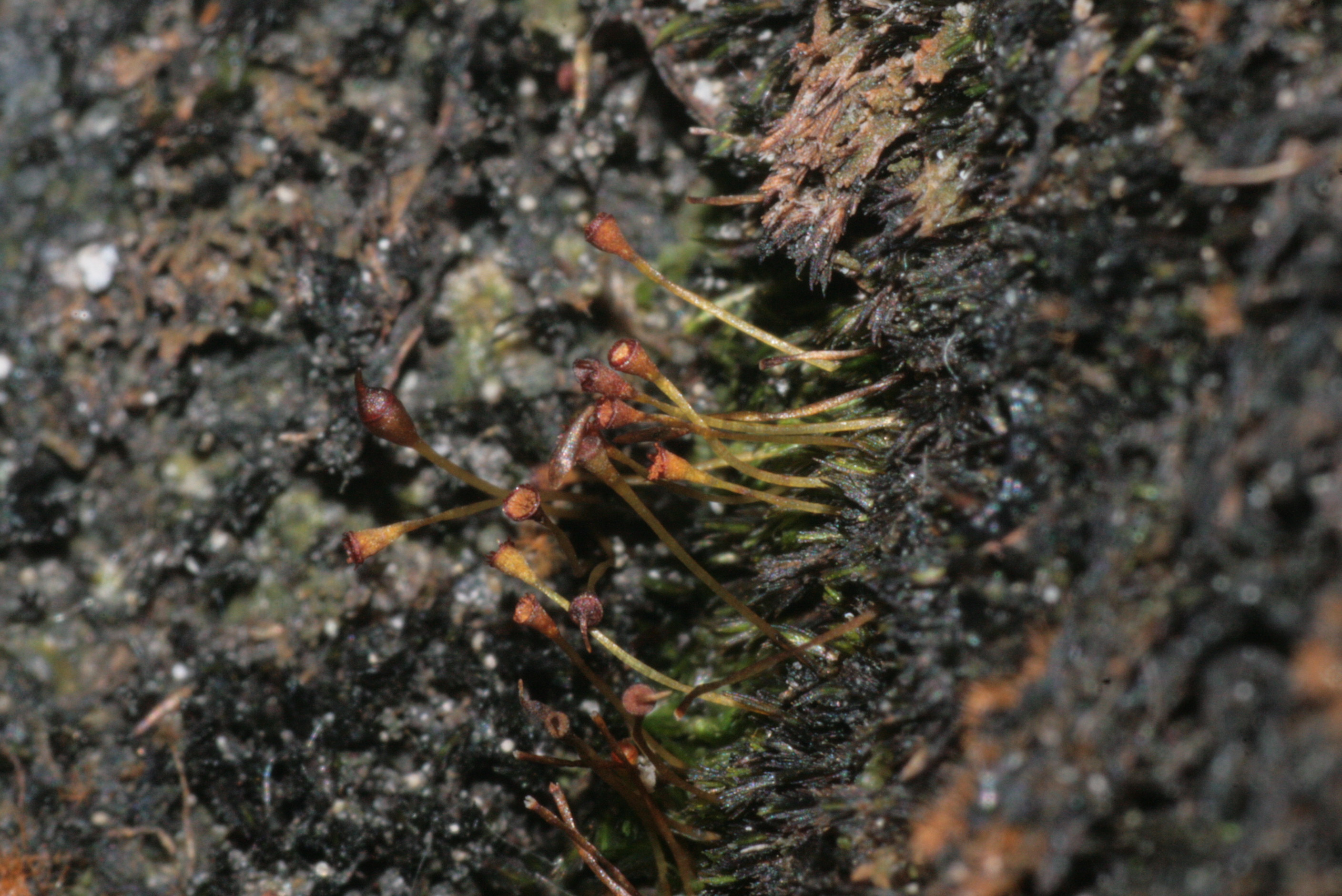
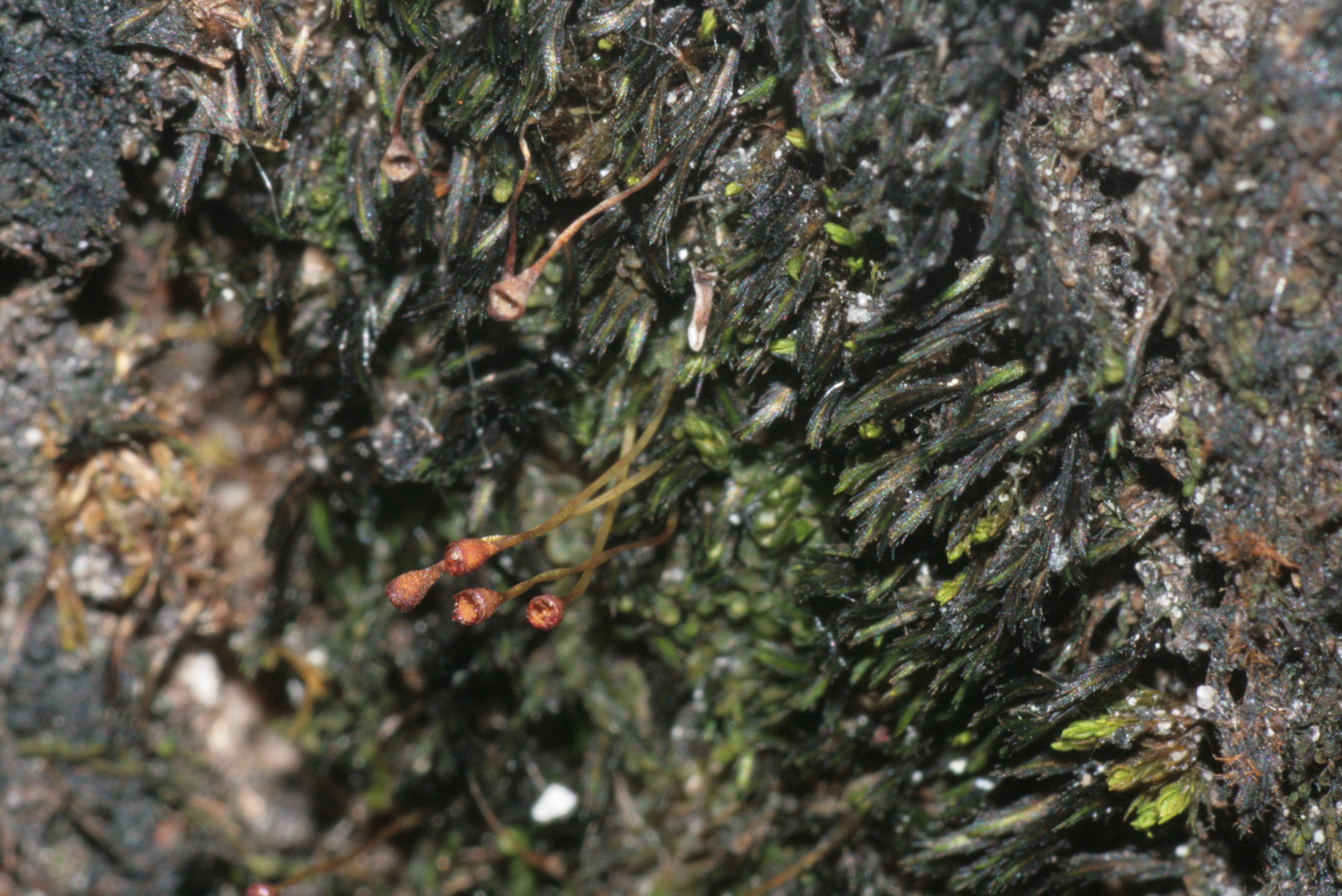
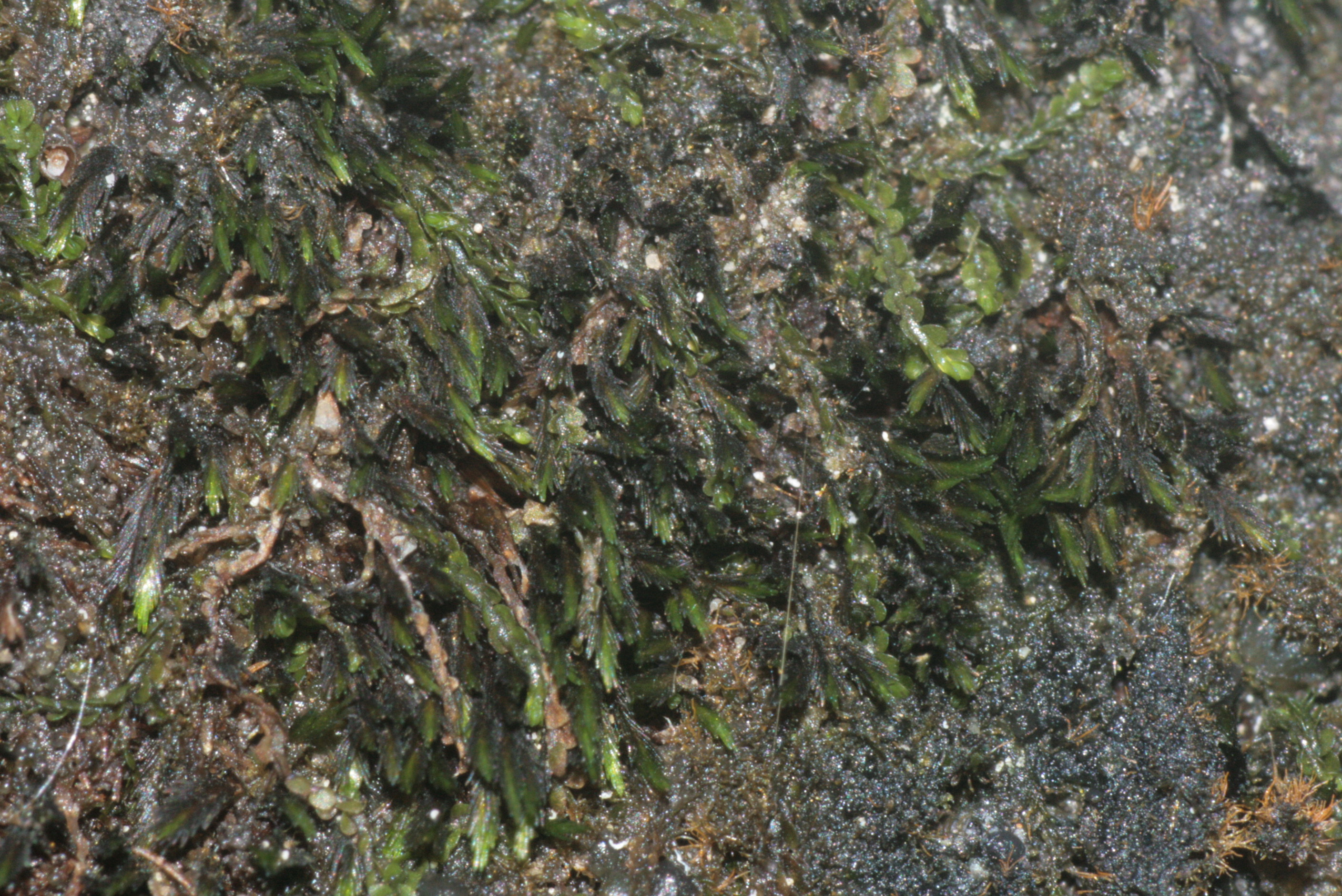
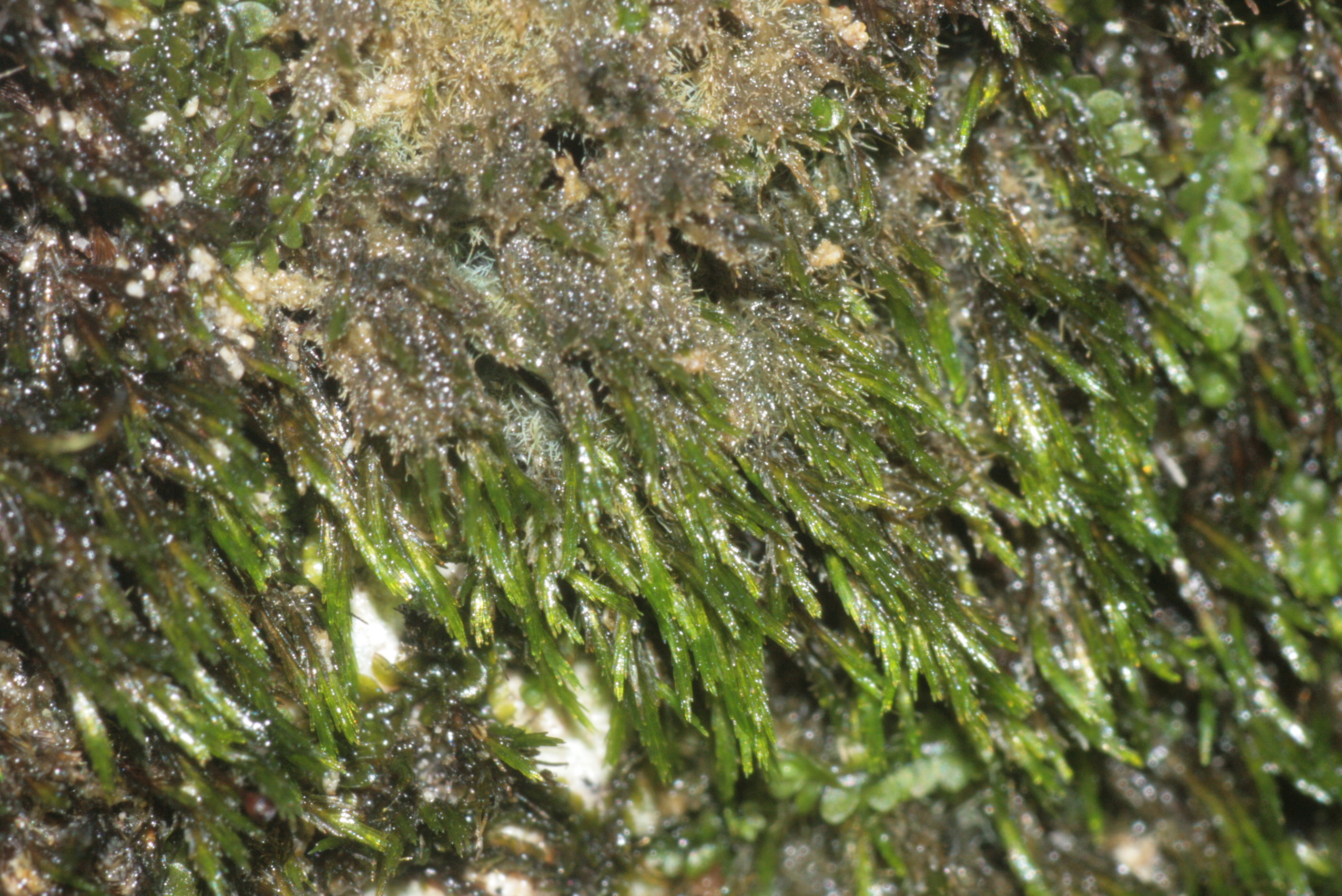
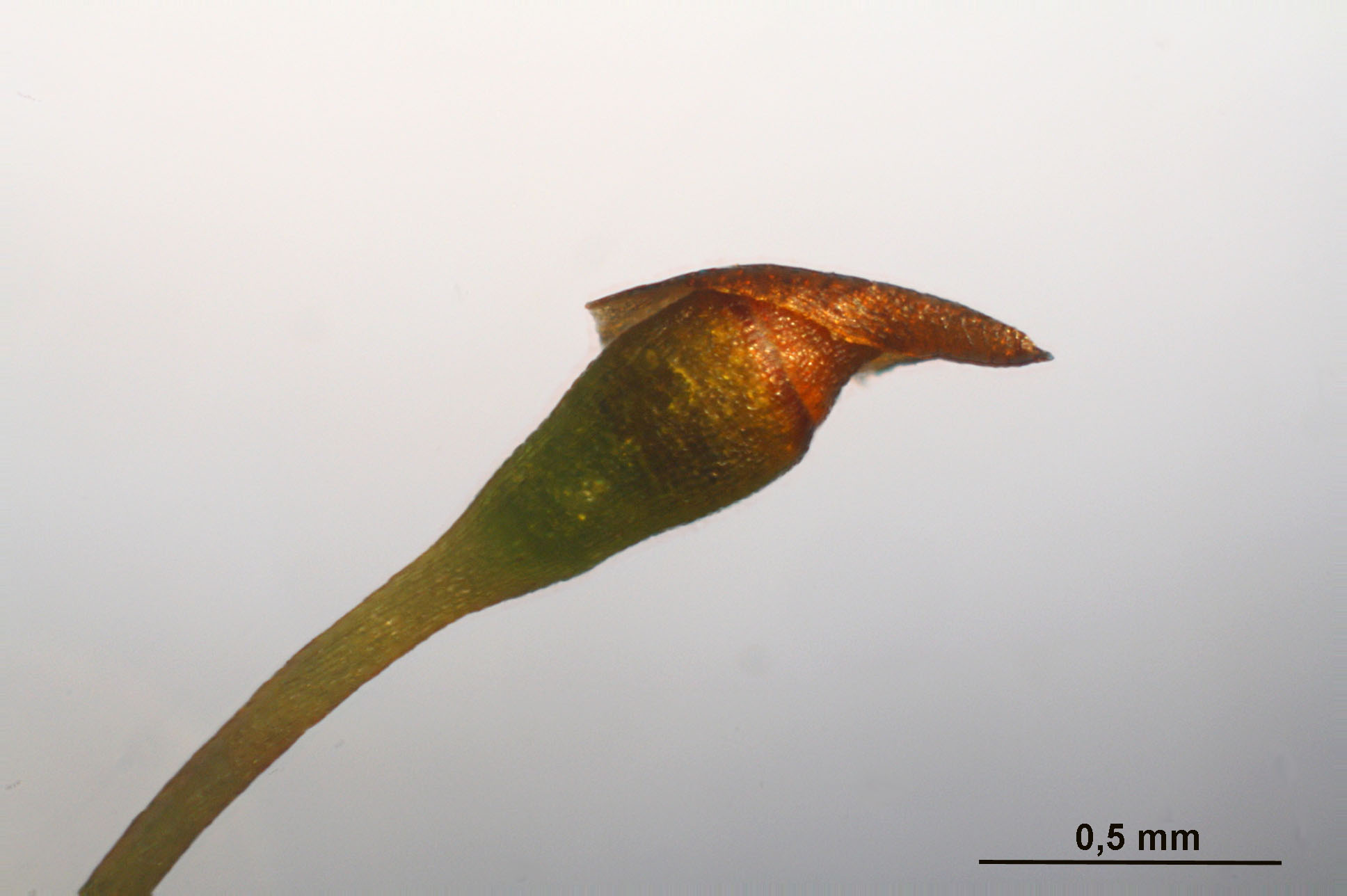